# NGC 2767
NGC 2767 is een spiraalvormig sterrenstelsel in het sterrenbeeld Grote Beer. Het hemelobject werd op 8 maart 1831 ontdekt door de Britse astronoom John Herschel.

## Synoniemen
- UGC 4813
- MCG 8-17-46
- ZWG 264.75
- NPM1G +50.0134
- PGC 25852